# David di Donatello 1985
La cerimonia di premiazione della 30ª edizione dei David di Donatello si è svolta il 24 maggio 1985 in Campidoglio a Roma.

## Vincitori
Miglior film
- Carmen, regia di Francesco Rosi
- Kaos, regia di Paolo e Vittorio Taviani
- Uno scandalo perbene, regia di Pasquale Festa Campanile

Miglior regista
- Francesco Rosi - Carmen
- Pupi Avati - Impiegati
- Paolo e Vittorio Taviani - Kaos

Miglior regista esordiente
- Luciano De Crescenzo - Così parlò Bellavista
- Francesca Comencini - Pianoforte
- Francesco Nuti - Casablanca, Casablanca

Migliore sceneggiatura
- Paolo Taviani, Vittorio Taviani e Tonino Guerra - Kaos
- Pupi Avati e Antonio Avati - Noi tre
- Suso Cecchi D'Amico - Uno scandalo perbene

Migliore produttore
- Giuliani G. De Negri  - Kaos (ex aequo)
- Fulvio Lucisano - Uno scandalo perbene (ex aequo)
- Gaumont - Carmen

Migliore attrice protagonista
- Lina Sastri - Segreti segreti
- Giuliana De Sio - Casablanca, Casablanca
- Lea Massari - Segreti segreti
- Julia Migenes - Carmen

Migliore attore protagonista
- Francesco Nuti - Casablanca, Casablanca
- Ben Gazzara - Uno scandalo perbene
- Michele Placido - Pizza connection

Migliore attrice non protagonista
- Marina Confalone - Così parlò Bellavista
- Valeria D'Obici - Uno scandalo perbene
- Ida Di Benedetto - Pizza connection

Migliore attore non protagonista
- Ricky Tognazzi - Qualcosa di biondo
- Paolo Bonacelli - Non ci resta che piangere
- Ruggero Raimondi - Carmen

Migliore direttore della fotografia
- Pasqualino De Santis - Carmen
- Giuseppe Lanci - Kaos
- Alfio Contini - Uno scandalo perbene

Migliore musicista
- Carlo Savina - Pizza Connection
- Nicola Piovani - Kaos
- Riz Ortolani - Noi tre

Migliore scenografo
- Enrico Job - Carmen
- Francesco Bronzi - Kaos
- Enrico Fiorentini - Uno scandalo perbene

Migliore costumista
- Enrico Job - Carmen
- Lina Nerli Taviani - Kaos
- Mario Carlini - Uno scandalo perbene

Migliore montatore
- Ruggero Mastroianni - Carmen
- Roberto Perpiggnani - Kaos
- Nino Baragli - Segreti segreti

Miglior regista straniero
- Miloš Forman - Amadeus
- Sergio Leone - C'era una volta in America (Once Upon A Time In America)
- Roland Joffé - Urla del silenzio (The Killing Fields)

Miglior sceneggiatura straniera
- Woody Allen - Broadway Danny Rose (Broadway Danny Rose)

Miglior produttore straniero
- David Puttnam  - Urla del silenzio (The Killing Fields)

Migliore attrice straniera
- Meryl Streep - Innamorarsi (Falling in Love)
- Mia Farrow - Broadway Danny Rose
- Nastassja Kinski - Paris, Texas

Miglior attore straniero
- Tom Hulce - Amadeus (Amadeus)

Miglior film straniero
- Amadeus (Amadeus), regia di Miloš Forman

Premio Alitalia
- Francesco Rosi - Carmen

David Luchino Visconti
- Rouben Mamoulian (ex aequo)
- István Szabó (ex aequo)

David René Clair
- Wim Wenders

David speciale
- Italo Gemini, alla carriera (postumo)
- Sandro Pertini